# مدال الأرز شبيه الخلد
مَدَّال الأرز شبيه الخلد ويعرف أيضًا باسم المدال الأحفوري أو مدال الأرز هوفا (الاسم العلمي: Oryzorictes hova)، نوع من الثدييات من فصيلة المداليات. موطنه مدغشقر. موائله الطبيعية هي غابات الأراضي المنخفضة الرطبة شبه الاستوائية أو الاستوائية، والغابات الجبلية الرطبة شبه الاستوائية أو الاستوائية، والمستنقعات، وبحيرات المياه العذبة، والأراضي المروية، والأراضي الزراعية التي تغمرها المياه موسمياً. وهو مهدد بفقدان موائله.